# Lukáš Beňo
Lukáš Beňo (* 7. listopadu 1989, Ilava) je slovenský fotbalový obránce, od ledna 2017 působící v klubu AFC Nové Mesto nad Váhom.

## Klubová kariéra
Svou fotbalovou kariéru začal v MFK Dubnica, kde se v roce 2009 propracoval do prvního mužstva. V zimním přestupovém období sezony 2012/13 odešel na hostování do týmu FK DAC 1904 Dunajská Streda. S klubem na jaře 2013 postoupil do nejvyšší soutěže, kterou si za Dunajskou Stredu zahrál. V prosinci 2013 mu skončilo hostování v DACu i smlouva v Dubnici a následující měsíc přestoupil do TJ Spartak Myjava.

Po odhlášení A-týmu Myjavy z nejvyšší slovenské ligy v zimní přestávce ročníku 2016/17 se dohodl na angažmá s druholigovým slovenským klubem AFC Nové Mesto nad Váhom.